# César (filmprijs)
De César is de nationale filmprijs van Frankrijk. De prijs is ingesteld in 1975 en voor het eerst uitgereikt in 1976. De nominaties worden verzorgd door de Académie des Arts et Techniques du Cinema. De César is vergelijkbaar met de Amerikaanse Oscars.
De ceremonie van de prijsuitreiking wordt jaarlijks gehouden in februari in een van de grote evenementenzalen van Parijs en wordt op televisie uitgezonden. Van 1996 tot 2001 ging de ceremonie door in het Théâtre des Champs-Élysées, van 2002 tot en met 2016 in het Théâtre du Châtelet, van 2017 tot en met 2020 in de Salle Pleyel en sinds 2021 in L'Olympia.
De naam van de prijs verwijst naar de beeldhouwer César Baldaccini, de maker van de beeldjes, maar is ook een eerbetoon aan de acteur Raimu, die een gelijknamige rol speelde in de film César.
In de eerste edities werden slechts 13 prijzen uitgereikt, maar vandaag de dag bestaat de César uit 19 categorieën.

## Categorieën
De César wordt uitgereikt in de volgende categorieën:
- Beste film
- Beste buitenlandse film
- Beste film uit de Europese Unie
- Beste debuutfilm
- Beste regisseur
- Beste acteur
- Beste acteur in een bijrol
- Beste jong mannelijk talent
- Beste actrice
- Beste actrice in een bijrol
- Beste jong vrouwelijk talent
- Ere-César
- Beste kostuums
- Beste decor
- Beste montage
- Beste filmmuziek
- Beste cinematografie
- Beste origineel script
- Beste bewerkt script
- Beste geluid
- Beste affiche
- Beste korte film
- Beste korte film - animatie
- Beste korte film - fictie
- Beste korte film - documentaire
- Beste producent